# Сборная Сан-Марино по футболу
Сбо́рная Сан-Мари́но по футбо́лу (итал. Nazionale di calcio di San Marino) — команда, представляющая Сан-Марино на международных соревнованиях по футболу. Управляющая организация — Футбольная федерация Сан-Марино.
Сборная Сан-Марино никогда не играла в финальных турнирах чемпионатов мира и Европы, а за всю свою историю существования одержала лишь три победы над сборной Лихтенштейна, но при этом несколько раз участвовала в Средиземноморских играх.
По состоянию на 18 июля 2024 года сборная в рейтинге ФИФА занимает предпоследнее 210-е место, а в рейтинге УЕФА на 11 октября 2017 года — 54-е.
Традиционная форма сборной — синего цвета, хотя в 1990-е годы был распространён голубой цвет, напоминающий лазоревый.

## История сборной

### 1990-е
Несмотря на то, что Футбольная федерация Сан-Марино была образована ещё в 1931 году, сборная ни разу не собиралась до 1986 года, когда санмаринцы сыграли с олимпийской сборной Канады в неофициальном матче. С момента принятия сборной в ФИФА и УЕФА в 1988 году сборная Сан-Марино принимает участие в отборочных турнирах чемпионатов мира и Европы. До этого в контексте международных выступлений игроки из Сан-Марино рассматривались как итальянцы.
Первая игра сборной Сан-Марино под эгидой ФИФА состоялась 14 ноября 1990 года в отборочной стадии чемпионата Европы 1992 года. Матч, проходивший на римском «Стадио Олимпико», завершился поражением санмаринцев от сборной Швейцарии 0:4. Затем команда проиграла все остальные семь матчей. Особенно слабо санмаринцы выступали в гостях, пропуская не менее 4 мячей за матч. Единственный гол Сан-Марино в том турнире был забит с пенальти в ворота сборной Румынии в матче, проигранном со счётом 1:3. Первый гол за сборную в официальном матче забил Вальдес Пазолини. С 1991 года сборная Сан-Марино участвует в Средиземноморских играх, однако её представляют исключительно игроки не старше 20 лет.
В своей первой отборочной стадии чемпионата мира команда Сан-Марино попала в одну группу со сборными Англии, Нидерландов, Норвегии, Польши и Турции. В первом матче санмаринцы были разгромлены командой Норвегии на её поле — 0:10; ответная игра завершилась гораздо менее крупным поражением (0:2). Проиграв в гостях Турции 1:4, сборная Сан-Марино забила свой первый гол в отборочных турнирах чемпионатов мира. Его автор — Никола Баччокки. Ничья 0:0 во втором матче с Турцией 10 марта 1993 года принесла сборной Сан-Марино первое очко в отборочных циклах. В последнем матче турнира против Англии, проходившем в итальянской Болонье, игрок сборной Сан-Марино Давиде Гуальтьери забил самый быстрый гол в истории отборочных турниров чемпионатов мира — через 8,3 секунды после начала матча, однако санмаринцы проиграли — 1:7. Именно гол санмаринцев мог стать решающим в борьбе Англии за путёвку на чемпионат мира 1994 года, ведь в случае поражения Голландии с минимальной разницей в параллельном матче Англию устроила бы победа с разницей в 7 голов. Однако Голландия свой матч выиграла и этот гол судьбоносным так и не стал. Сан-Марино закончило отбор с одним очком в активе, пропустив 46 голов в 10 матчах.
В отборе к Евро-96 сборная Сан-Марино также проиграла все матчи. Домашнее поражение от сборной России 0:7 на долгие годы стало самой крупной победой российской сборной после распада СССР. Гостевая игра с финнами принесла санмаринцам первый гол на выезде в отборочных турнирах чемпионатов Европы, но они проиграли 1:4. Второй гол был забит в игре с Фарерскими островами (поражение 1:3). В ответном матче фарерцы победили 3:0, в итоге эти 6 очков, набранные в матчах с Сан-Марино, стали их единственными в турнире. Отбор чемпионата мира-98 стал разочарованием даже по сан-маринским меркам: команда не только проиграла все матчи, но и впервые не забила ни одного гола. В отборе на Евро-2000 сборная Сан-Марино выступила аналогично. Самый пристойный результат — поражение 0:1 от Кипра 18 ноября 1998 года. Единственный гол в отборе забил Анди Сельва в ворота сборной Австрии в домашнем матче, проигранном 1:4.

### 2000-е
В апреле 2001 года сборная Сан-Марино сыграла один из самых удачных матчей за свою историю — 1:1 с Латвией в Риге. Гол за Сан-Марино забил Никола Альбани. Эта игра стала последней для Гэри Джонсона в качестве тренера сборной Латвии. Гол Альбани стал одним из трёх забитых санмаринцами в отборе к ЧМ-2002. Два других забил Анди Сельва в ворота Бельгии (поражения 1:10 и 1:3). Ещё раньше, 28 марта 2001 в матче против Шотландии (поражение 0:4) Альбани стал участником инцидента с Колина Хендри, который в конце матча ударил санмаринца локтем в лицо, оправдываясь тем, что сначала Альбани стал бить его по рёбрам. В итоге Хендри дисквалифицировали на шесть матчей.
В 2003 году сборная Сан-Марино впервые в истории забила в одном матче более одного мяча — в товарищеской встрече в Вадуце была зафиксирована ничья со сборной Лихтенштейна (2:2). Также, в ещё одной встрече с Лихтенштейном, на этот раз в Серравалле, санмаринцы одержали свою первую победу в истории (1:0). Квалификационные матчи чемпионата Европы 2004 года не принесли ни очков, ни голов. В отборе к ЧМ-2006 сборная Сан-Марино забила два гола, и оба на счету Сельвы. Он снова забил Бельгии (поражение 1:2) и отметился в воротах сборной Боснии и Герцеговины (поражение 1:3). Первая игра отбора к Евро-2008 обернулась для Сан-Марино ужасным поражением со счётом 0:13 от сборной Германии 6 сентября 2006 года. До сих пор это самая большая неудача сборной. Санмаринцы забили дважды, пропустив 57 голов. Голы забили Мануэль Марани в ворота Ирландии (поражение 1:2) и Анди Сельва в ворота Уэльса (также 1:2). Игра сборной Ирландии, несмотря на победу, была жестко раскритикована местными СМИ. В отборе к ЧМ-2010 Сан-Марино также проиграло все свои матчи, пропустив 47 голов, включая поражение от сборной Польши (0:10), что до сих пор является самой крупной победой польского футбола, и забило лишь однажды, в ворота сборной Словакии (1:3), гол Анди Сельвы.

### 2010-е
В отборе к Евро-2012 Сан-Марино в очередной раз проиграло все свои матчи, пропустив 53 гола. При этом трижды санмаринцы забили в свои ворота, а поражение от сборной Нидерландов (0:11) стало самой крупной победой в истории «оранжевых». В августе 2012 года Сан-Марино во второй раз в истории забило два мяча в одном матче — в товарищеском матче со сборной Мальты (поражение 2:3); голы забили Мануэль Марани и Данило Ринальди. В отборе к ЧМ-2014 санмаринцы проиграли все 10 матчей, пропустив 54 гола и забив однажды, в ворота сборной Польши (гол забил Алессандро Делла Валле). Поражения от Черногории (0:6) и Украины (0:9) стали самыми крупными победами в истории этих сборных.
В отборочном турнире к Евро-2016 сборная Сан-Марино всухую проиграла три первых матча против сборных Литвы (0:2), Англии (0:5) и Швейцарии (0:4), а 15 ноября 2014 года сыграла вничью 0:0 в отборочном матче против Эстонии. Эта ничья стала первым очком, заработанным сборной Сан-Марино на отборочных турнирах к чемпионатам Европы в своей истории. 8 сентября сборная смогла забить гол и сравнять счет в матче с Литвой, однако в конце матча в компенсированное время пропустила, в итоге проиграла 1:2. В отборочном турнире ЧМ-2018 сборная Сан-Марино снова проиграла все свои матчи и заняла последнее место в группе. Самым пристойным результатом стало домашнее поражение в первой встрече от Азербайджана со счётом 0:1, а оба забитых в отборочном турнире мяча санмаринцы забили на выезде — с Норвегией (1:4) и Азербайджаном (1:5).
В матче 11 ноября 2016 года сборная Сан-Марино ожидаемо была разгромлена Германией 0:8, вследствие чего нападающий немецкой сборной и мюнхенской «Баварии» Томас Мюллер выразил открытое недовольство самим присутствием Сан-Марино в турнирах сборных УЕФА, заявив, что игры с такими соперниками «не имеют ничего общего с профессиональным футболом». Власти Сан-Марино потребовали от Немецкого футбольного союза извинений, а пресс-секретарь Олимпийского комитета Сан-Марино Алан Гасперони язвительно отозвался о Мюллере, который, уйдя с поля без забитого мяча, сделал такое смелое заявление.
В отборе к Евро-2020 санмаринцы проиграли все свои матчи, пропустив 51 гол и забив один мяч дома Казахстану (1:3). При этом гостевые матчи с Бельгией и Кипром ознаменовались повторами самых крупных побед этих сборных (9:0 и 5:0 соответственно), а сборная России одержала на своём поле самую крупную победу в своей истории со счётом 9:0.

### 2020-е
5 сентября 2024 года в матче первого тура Лиги наций сезона 2024/25 сборная Сан-Марино одержала свою вторую победу в истории, снова одолев сборную Лихтенштейна (1:0). 18 ноября в Вадуце «серениссима» одержала свою первую выездную победу в своей истории, победив всё тот же Лихтенштейн со счётом 3:1; также впервые в своей истории сборная Сан-Марино забила три мяча и забила больше одного гола в официальных матчах.

### Вторая сборная
В наши дни существует и вторая сборная Сан-Марино по футболу, выступающая в Кубке регионов УЕФА. Была впервые сформирована в 1999 году, и в отличие от главной команды, имеет большее число побед. За вторую сборную имеют право выступать игроки, проживающие в Сан-Марино, но не имеющие сан-маринского гражданства. Основное её назначение — просмотр кандидатов в основную сборную.

## Стадионы
Домашние матчи сборная проводит в городе Серравалле на Олимпийском стадионе, где проводит матчи клуб «Сан-Марино», вместимостью 7 тысяч. В связи с небольшой вместимостью и небольшим ажиотажем часто число болельщиков гостей оказывается больше числа болельщиков хозяев: так, в феврале 2007 года из 3294 зрителей матча против Ирландии 2500 человек были ирландскими фанатами. Дважды сборная Сан-Марино в 1993 году играла не в Серравалле: матчи против Англии и Нидерландов в рамках отбора на чемпионат мира в США она проводила в Болонье на стадионе «Ренато Даль-Ара».

## Текущий турнир

### Лига наций УЕФА 2024/2025

#### Группа D1
| Поз | Команда     | И | В | Н | П | МЗ | МП | РМ | О | Квалификация   |
| --- | ----------- | - | - | - | - | -- | -- | -- | - | -------------- |
| 1   | Сан-Марино  | 4 | 2 | 1 | 1 | 5  | 3  | 2  | 7 | Выход в Лигу С |
| 2   | Гибралтар   | 4 | 1 | 3 | 0 | 4  | 3  | 1  | 6 | Стыковые матчи |
| 3   | Лихтенштейн | 4 | 0 | 2 | 2 | 3  | 6  | −3 | 2 |                |

## Последние игры

### Десять последних матчей
| Дата             | Стадион                            | Соперник          | Счёт    | Статус матча | Игроки, забившие мяч за Сан-Марино                  |
| ---------------- | ---------------------------------- | ----------------- | ------- | ------------ | --------------------------------------------------- |
| 2 марта 2024     | «Олимпийский», Серравалле          | Сент-Китс и Невис | 1:3 (п) | ТМ           | Филиппо Берарди                                     |
| 25 марта 2024    | «Олимпийский», Серравалле          | Сент-Китс и Невис | 0:0 (н) | ТМ           |                                                     |
| 5 июня 2024      | Винер-Нойштадт                     | Словакия          | 0:4 (п) | ТМ           |                                                     |
| 11 июня 2024     | «Олимпийский», Серравалле          | Кипр              | 1:4 (п) | ТМ           | Симоне Джоконди                                     |
| 5 сентября 2024  | «Олимпийский», Серравалле          | Лихтенштейн       | 1:0 (в) | ЛН 2024/2025 | Нико Сенсоли                                        |
| 10 сентября 2024 | Зимбру, Кишинёв                    | Молдавия          | 0:1 (п) | ТМ           |                                                     |
| 10 октября 2024  | Европа Спортс Парк, Гибралтар      | Гибралтар         | 0:1 (п) | ЛН 2024/2025 |                                                     |
| 13 октября 2024  | Эстади Насьональ, Андорра-ла-Велья | Андорра           | 0:2 (п) | ТМ           |                                                     |
| 15 ноября 2024   | «Олимпийский», Серравалле          | Гибралтар         | 1:1 (н) | ЛН 2024/2025 | Никола Нанни                                        |
| 18 ноября 2024   | Райнпарк, Вадуц                    | Лихтенштейн       | 3:1 (в) | ЛН 2024/2025 | Лоренцо Лаццари, Никола Нанни, Алессандро Голинуччи |

- КЧЕ 2024 — квалификация чемпионата Европы 2024
- ТМ — товарищеский матч
- ЛН 2024/2025 — Лига наций УЕФА 2024/2025
- в — выигрыш в матче
- п — поражение в матче
- н — ничья в матче

## Игроки
Большинство игроков сборной Сан-Марино играют во внутреннем чемпионате страны, самыми сильными командами этого чемпионата в последнее время становились «Ла Фиорита» и «Тре Пенне». Чемпионат Сан-Марино является одной из слабейших лиг в Европе — в соответствии с таблицей клубных коэффициентов УЕФА. Лучшим футболистом на данный момент можно признать Анди Сельву, выступавшего ранее за «Эллас Верона», а сейчас — за клуб «Ла Фиорита». Именно он забил победный мяч в ворота сборной Лихтенштейна, а также почти все голы престижа, которые были в матчах с его участием. Также стоит отметить голкипера Альдо Симончини, некоторое время числившегося в составе клуба «Чезена». Лучшим же игроком за историю сборной в 2004 году был признан Массимо Бонини, выступавший некогда в составе «Ювентуса» и завершивший выступления за сборную 7 июня 1995 матчем против сборной России.

## Список тренеров
- Джулио Сезаре Казали (1986—1990)
- Джорджио Леоне (1990—1996)
- Массимо Бонини (1996—1998)
- Джампаоло Мацца (1998—2013)
- Пьеранджело Мандзароли (2014—2017)
- Франко Варрелла (2018—2021)
- Фабрицио Константини (2021—2023)
- Роберто Чеволи (2023—н.в.)

## Тренерский штаб
- Роберто Чеволи: главный тренер
- Акилле Фаббри: ассистент
- Раффаелло Ринальди: ассистент
- Микеле Ливерани: специалист по физподготовке
- Федерико Гасперони: тренер вратарей
- Роберто Вентурини: врач
- Тициано Джакобби: массажист
- Эмильяно Анджели: массажист
- Микеле Пелаккья: массажист
- Симоне Баччокки: менеджер команды
- Маттео Туррони: аналитик матчей

## Состав
Следующие игроки были вызваны в состав сборной главным тренером Фабрицио Констанини для участия в матчах отборочного турнира чемпионата Европы 2024 против сборной Северной Ирландии (23 марта 2023) и сборной Словении (26 марта 2023).
Игры и голы приведены по состоянию на 30 марта 2023 года:
|  | Вр  | Альдо Симончини      | 30 августа 1986 (38 лет)   | 64 | 0 | Космос (Серравалле) |  |  |
|  | Вр  | Элиа Бенедеттини     | 22 июня 1995 (30 лет)      | 41 | 0 | Кайлунго            |  |  |
|  | Вр  | Симоне Бенедеттини   | 21 января 1997 (28 лет)    | 8  | 0 | Мурата              |  |  |
|  |     |                      |                            |    |   |                     |  |  |
|  | Защ | Мирко Палацци        | 21 марта 1987 (38 лет)     | 73 | 1 | Каттолика           |  |  |
|  | Защ | Мануэль Баттистини   | 11 июля 1994 (31 год)      | 45 | 0 | Виртус              |  |  |
|  | Защ | Алессандро Д’Аддарио | 9 сентября 1997 (27 лет)   | 23 | 0 | Космос (Серравалле) |  |  |
|  | Защ | Данте Росси          | 12 июля 1987 (38 лет)      | 22 | 0 | Тропикал Кориано    |  |  |
|  | Защ | Филиппо Фаббри       | 7 января 2002 (23 года)    | 18 | 1 | Ольбия              |  |  |
|  | Защ | Микеле Чеволи        | 22 июля 1998 (26 лет)      | 17 | 1 | Ювенес/Догана       |  |  |
|  | Защ | Алессандро Тоси      | 8 апреля 2001 (24 года)    | 6  | 0 | Сан-Марино          |  |  |
|  | Защ | Симоне Франчози      | 3 сентября 2001 (23 года)  | 3  | 0 | Валфоглия           |  |  |
|  | Защ | Роберто Ди Майо      | 21 сентября 1982 (42 года) | 2  | 0 | Космос (Серравалле) |  |  |
|  |     |                      |                            |    |   |                     |  |  |
|  | ПЗ  | Адольфо Хирш         | 31 января 1986 (39 лет)    | 58 | 0 | Фьорентино          |  |  |
|  | ПЗ  | Алессандро Голинуччи | 10 октября 1994 (30 лет)   | 42 | 0 | Виртус              |  |  |
|  | ПЗ  | Лоренцо Лунадей      | 11 июля 1997 (28 лет)      | 31 | 0 | Ла Фиорита          |  |  |
|  | ПЗ  | Микаэль Баттистини   | 8 октября 1996 (28 лет)    | 21 | 0 | Тре Пенне           |  |  |
|  | ПЗ  | Томмазо Дзафферани   | 19 февраля 1996 (29 лет)   | 19 | 0 | Ла Фиорита          |  |  |
|  | ПЗ  | Лука Чеччароли       | 5 июля 1995 (30 лет)       | 16 | 0 | Тре Пенне           |  |  |
|  | ПЗ  | Лоренцо Лацари       | 6 июня 2003 (22 года)      | 4  | 1 | Сан-Марино          |  |  |
|  | ПЗ  | Лоренцо Капикьони    | 19 января 2002 (23 года)   | 3  | 0 | Риччоне             |  |  |
|  |     |                      |                            |    |   |                     |  |  |
|  | Нап | Маттео Витайоли      | 27 октября 1989 (35 лет)   | 83 | 1 | Ла Фиорита          |  |  |
|  | Нап | Данило Ринальди      | 18 апреля 1986 (39 лет)    | 51 | 1 | Ла Фиорита          |  |  |
|  | Нап | Никола Нанни         | 2 мая 2000 (25 лет)        | 29 | 1 | Ольбия              |  |  |
|  | Нап | Филиппо Берарди      | 18 марта 1997 (28 лет)     | 23 | 1 | Саморезе            |  |  |
|  | Нап | Маттиа Стефанелли    | 12 марта 1993 (32 года)    | 18 | 1 | Пеннаросса          |  |  |
|  | Нап | Самуэль Панчотти     | 31 октября 2000 (24 года)  | 2  | 0 | Ла Фиорита          |  |  |

## Форма сборной

### Домашняя
| 1985—1987 | 1991—1992  | 1998—2002 | 2004—2008 | 2008—2010 | 2010—2012 | 2012—2014 | 2014—2016 | 2016—2018 | 2018—2020 | 2020—2022 |
| 2022—2024 | 2024—н. в. |           |           |           |           |           |           |           |           |           |

### Гостевая
| 1985—1987 | 1990—1991  | 1998—2002 | 2004—2008 | 2008—2010 | 2010—2012 | 2012—2014 | 2014—2016 | 2016—2018 | 2018—2020 | 2020—2022 |
| 2022—2024 | 2024—н. в. |           |           |           |           |           |           |           |           |           |

### Третья
| 2019—2020 | 2020—2022 | 2022—2024 |

Источники:,